# Ghalib Andang
Ghalib Andang (Vorname auch: Galib) (* zwischen 1960 und 1967; † 15. März 2005 in Manila), auch genannt Commander Robot, war ein Führungsmitglied der islamistischen Extremistengruppe Abu Sayyaf auf den Philippinen. Ihm wurden mehrere Terrorakte zur Last gelegt.
Weltweit bekannt wurde Andang im April 2000 durch die Entführung von 21 Geiseln aus einer Ferienanlage auf der malaysischen Insel Sipadan. Unter den Geiseln, die auf die philippinische Insel Jolo verschleppt wurden, befanden sich neben asiatischen Hotelangestellten auch zehn westliche Touristen, darunter die Göttinger Familie Wallert.
Andang gehörte zur Volksgruppe der Tausug. Als er 10 Jahre alt war, wurde seine Großmutter ermordet und er schloss sich der Moro-Befreiungsfront MNLF an. In der malaysischen Provinz Sabah soll er als Busfahrer und Kinokartenabreißer gearbeitet haben. Als im Jahr 1996 die MNLF mit der Regierung ein Friedensabkommen schloss, ging Andang zur Terrorgruppe Abu Sayyaf.
Nachdem sein Cousin und Stellvertreter Mujib Susukan bereits im Februar 2003 bei einem Festnahmeversuch erschossen worden war, wurde Andang am 7. Dezember 2003 von philippinischen Militärs verhaftet und mit Verwundungen an beiden Beinen von Jolo in ein Militärkrankenhaus in Manila überführt. Hier wurde ihm das linke Bein amputiert.
Am 15. März 2005 wurde er schließlich während eines Gefängnisaufstandes im Camp Bagong Diwa am Stadtrand von Manila von der Polizei zusammen mit anderen Anhängern der Abu Sayyaf, wie Alhamzer Limbong, der den Kampfnamen Commander Kosovo trug, und Nadzmie Sabtulah alias Commander Global, getötet.